# 1997 GM22
1997 GM22 är en asteroid i huvudbältet som upptäcktes den 6 april 1997 av LINEAR i Socorro County, New Mexico.
Asteroiden har en diameter på ungefär 7 kilometer och den tillhör asteroidgruppen Eunomia.